# Hiérocles de Alexandria
Hiérocles de Alexandria foi um escritor neoplatónico grego cuja actividade se desenvolveu até cerca do ano 430.
Estudou com o neoplatónico Plutarco de Atenas no começo do século V na cidade de Atenas e ensinou durante alguns anos na sua cidade natal. Aparentemente foi exilado de Alexandria e começou a viver em Constantinopla, onde produziu tais ofensas pelas quais foi preso e flagelado com crueldade. Não existem registos das causas do seu encarceramento; as informações que dizem que foi por causa de ser pagão são meras especulações.
Sua única obra completa que chegou aos nossos dias é o comentário aos Versos dourados de Pitágoras.
Hiérocles teve grande reputação durante a Idade Média e o Renascimento e existem numerosas traduções para várias línguas europeias. Fócio e Estobeu citam e fazem menção de vários outros escritos, em especial um sobre a providência e o destino, um tratado consolatório dedicado a seu patrono, Olimpiodoro de Tebas. Hiérocles argumentou contra o fatalismo astrológico pois este sustem-se mais numa necessidade irracional do que numa necessidade divina, uma racional providência divina. Por esse mesmo motivo opô-se à teurgia e às práticas mágicas enquanto tentativas de superar a ordem da divina providência.
Ainda que Hiérocles nunca mencione o cristianismo no que resta das suas obras, os seus escritos foram considerados uma tentativa de harmonização da tradição religiosa grega e as crenças cristãs que encontrou em Constantinopla.
A colecção de cerca de 260 frases atribuídas a Hiérocles e a Filágrio não tem conexão com Hiérocles de Alexandria, mas provavelmente será uma compilação mais tardia, fundadas em outras duas colecções anteriores. Está-se de acordo hoje em dia que os fragmentos dos Elementos de Ética conservados en Estobeu são do estoico chamado Hiérocles, um contemporâneo de Epicteto que foi identificado com o fragmento "Hierocles stoicus vir sanctus et gravis" de Aulo Gélio (IX, 5, 8). Esta teoria foi confirmada através da descoberta de um papiro.